# Vladimír Kyselo
Vladimír Kyselo (23. září 1914 Podhorní Újezd – 9. března 1941 Ibsley) byl český pilot Royal Air Force a oběť druhé světové války.

## Život

### Před druhou světovou válkou
Vladimír Kyselo se narodil 23. září 1914 v Podhorním Újezdě na Jičínsku v rodině majitele kamenického závodu a lomu. V roce 1933 dokončil studia na Sochařsko-kamenické odborné škole v Hořicích, čímž získal kvalifikaci kamenického dílovedoucího. Následně vstoupil do Československé armády, absolvoval pilotní výcvik a stal se vojenským letcem. Dosáhl hodnosti svobodníka. Zabýval se trampingem, byl členem hořické trampské osady Manitoba.

### Druhá světová válka
Po německé okupaci v březnu 1939 opustil Vladimír Kyselo ilegálně Protektorát Čechy a Morava a ve francouzském Agde byl 9. prosince 1939 prezentován u zde vznikající československé zahraniční jednotky. Po pádu Francie v červnu 1940 se evakuoval do Spojeného království. Zde vstoupil do Royal Air Force a 26. listopadu téhož roku ukončil operační výcvik na britské letecké technice. Jako pilot prošel postupně 601., 504. a 32. perutí RAF. Dne 9. března 1941 zahynul při cvičném letu během nízké akrobacie ve stroji Hawker Hurricane Mk.IV B7057/GZ u vesnice Ybsley v Hampshire. Pohřben byl na hřbitově v nedalekém Ringwoodu. Dosáhl hodnosti rotmistra.

## Posmrtná ocenění
- Vladimíru Kyselovi byly in memoriam uděleny Československá medaile za zásluhy II. stupně, Hvězda 1939–1945 a Válečná medaile 1939–1945
- Vladimír Kyselo byl 29. května 1991 in memoriam povýšen do hodnosti plukovníka